# L'Empereur de Californie
Cet article possède un paronyme, voir Mickey empereur de Calidornie.
Pour plus de détails, voir Fiche technique et Distribution.
L'Empereur de Californie (Der Kaiser von Kalifornien) est un western allemand produit en 1936 qui fut réalisé par Luis Trenker. Ce film a pour particularité d'être le premier western allemand tourné sous le Troisième Reich et le seul qui l'ait été aux États-Unis.

## Synopsis
Le film raconte l'histoire de la vie de John Sutter, le propriétaire de Sutter's Mill, le célèbre endroit où l'on découvrit l'or qui provoqua la ruée vers l'or en Californie.

## Fiche technique
- Titre original : Der Kaiser von Kalifornien
- Réalisateur : Luis Trenker
- Scénario : Luis Trenker
- Genre : Western
- Lieux de tournage : Grand Canyon, Arizona
- Durée : 97 minutes

## Distribution
- Luis Trenker : Johann August Sutter
- Viktoria von Ballasko : Anna, sa femme
- Werner Kunig : Rudolf, leur fils
- Karli Zwingmann : Emil, leur fils
- Elise Aulinger : Frau Dübol, la mère d'Anna
- Bernhard Minetti : l'étranger
- Hans Zesch-Ballot : gouverneur Alvaredo
- Marcella Albani : La femme du gouverneur
- Walter Franck (de) : Castro, adjudant
- Reinhold Pasch : Marshall
- August Eichhorn : Harper
- Luis Gerold : Ermatinger
- Paul Verhoeven : Barmixer Billy
- Melanie Horeschowsky : Amalie, la sœur de Sutter
- Berta Drews : Chansonette
- Alexander Golling (en) : Kewen, le maire de San Franzisko
- Heinrich Marlow : Thompson, président de la Cour
- Rudolf Klein-Rogge : Banquier
- Otto Stoeckel : Banquier
- Bruno Ziener : Banquier
- Josef Reithofer : chef de police
- Jakob Sinn : sergent
- Erich Dunskus : Smith, propriétaire du Casino
- Armin Schweizer : Camionneur